# Naturpark
En naturpark er i Danmark ikke et fast defineret, eller lovfæstet begreb, men har været brugt i flæng om nationalparker, større sammenhængende naturområder og egnskarakteristiske landskaber. I 2014 lancerede Friluftsrådet Danmarks første naturpark udpeget efter en række kriterier der var udviklet i en pilotfase fra 2009-2012.

## Danske Naturparker
Danske Naturparker er en mærkningsordning som Friluftsrådet, i samarbejde med en række offentlige myndigheder og landsdækkende foreninger, opretter for større sammenhængende naturområder med lokal eller regional betydning.
Efter at have arbejdet med en række pilotprojekter, åbnede Danmarks første naturpark på Vestsjælland, Naturpark Åmosen 25. april 2014 med et areal på ca. 8.000 ha. Området er hovedsagelig Natura 2000 områder, der er blevet udbygget med stisystemer, udsigtspunkter, et formidlingscenter og et websted.

### Kriterier for Danske Naturparker
Friluftsrådet definerer naturparker som større sammenhængende landskaber af regional betydning. De vil ofte indeholde naturområder af national og international betydning. De er velafgrænsede
med stor landskabelig skønhed, naturrigdom og kulturhistorisk værdi. De repræsenterede
landskaber er karakteristiske for landets forskellige egne og bør nyde særlig beskyttelse
af hensyn til nuværende og kommende generationer.
Mærket, der tildeles for en periode på fem år ad gangen, efter ansøgning til Friluftsrådet, hvor man skal redegøre for, hvordan man vil opfylde en række kriterier:
- Minimum 50 % af naturparkens areal skal være beskyttet natur
- Naturparken skal have en præcis geografisk afgrænsning
- Naturparken skal have en administrativ ansvarlig medarbejder
- Naturparken skal have et naturparkråd
- Der skal tilvejebringes den nødvendige økonomi til drift og udvikling af naturparken samt realisering af naturparkplanen
- Naturparken og dens afgrænsning skal være en del af kommuneplanen eller et tillæg hertil
- Naturparken skal forankres lokalt gennem borgerinddragelsesprocesser
- Der skal være en koordineret formidling af naturparken for både danske og udenlandske besøgende
- Naturparken skal have mindst én naturvejleder tilknyttet
- Der skal foreligge en godkendt naturparkplan og denne skal være politisk vedtaget

Hvis kriterierne 1-7 kan opfyldes, og det samtidig kan sandsynliggøres, at alle kriterierne
samt krav til naturparkplanen kan opfyldes inden for fem år, kan der søges om status som
pilotpark, hvis det samtidig er politisk vedtaget.
Ansøgningerne vurderes af en nationalkomité, som er sammensat af en interesseorganisationer, myndigheder og fagpersoner. Naturparkerne forankres hos kommunerne, enten som en del af kommuneplanen eller som tillæg hertil, og iværksættes også ved tværgående samarbejde mellem frivillige aktører, herunder lokale borgere, myndigheder, private lodsejere, det lokale erhvervsliv og turismesektoren.

## Historie
Tystrup-Bavelse blev udråbt som Danmarks første naturpark helt tilbage i 1964. Manden bag var daværende kulturminister Julius Bomholt.
Naturfredningskommissionen udsendte så i 1967 en betænkning, der anbefalede at der blev oprettet naturparker i Danmark. Heri forestillede man sig 25-30 større egnskarakteristiske landskaber, som kombinerede beskyttelsesinteresser og mulighederne for offentlig adgang til naturen.
Man foretog landskabsanalyser hvor man vurderede ud fra tre prioriteter: landskaber af største interesse, landskaber af stor interesse og det åbne land i øvrigt. De kort der blev udarbejdet i forbindelse med analysen blev et anvendt redskab mod planløs bebyggelse og anlægsvirksomhed i landskabet.
I de efterfølgende år blev forskellige områder på lokal eller privat foranledning kaldt naturparker, men der blev ikke vedtaget nogen formel ramme, og hos naturfredningsmyndighederne var man mere interesseret i at sikre en generel beskyttelse af det åbne land, og så var der også dengang begrænsede økonomiske muligheder.
I 1986 blev der fremsat et forslag til folketingsbeslutning om etablering af danske naturparker. Man iværksatte et naturparkpilotprojekt for Det Midtjyske Søhøjland, og projektgruppens rapport fik stor opbakning lokalt, men fik ikke opbakning hos myndighederne, og senere er fokus mere drejet over på nationalparkerne.

## IUCN
I den internationale naturbeskyttelsesorganisation World Conservation Union (IUCN) har en række definitioner for forskellige typer af beskyttelse, men de betegnelser der bruges i de enkelte lande passer ikke nødvendigvis med disse definitioner. Naturparker falder i den sammenhæng nærmest ind under Kategori V og VI:
- V – Protected Landscape: (Fredet landskab), en område enten på landjorden eller i havet, hvor samspillet mellem mennesker og naturen over tid har skabt et særlig æstetisk, økologisk eller kulturel værdi. Det er ofte steder som besidder en høj grad af biologisk diversitet, og beskyttelse af de traditionelle leveformer kan derfor være vital for opretholdelsen og udviklingen af denne type områder.

- VI – Managed Resource Protected Area: Arealer der overvejende indeholder upåvirkede naturlige systemer, hvis biodiversitet gennem kontrol og styring forvaltes fremover på en måde så naturværdier ikke går tabt, samtidigt med at der tillades en bæredygtig udnyttelse som dækker lokalsamfundenes behov.

Uofficielt bruges begrebet Naturpark om f.eks. Farum Naturpark, Ryvangens Naturpark, Lille Vildmose Naturpark Himmerland, Naturpark Maribosøerne, Bundsbæk Naturpark.

## Naturparker Tyskland
I Tyskland har man udlagt store arealer i 101 naturparker (marts 2009), der dækker omkring 25 % af landets samlede areal. De er en grundpille i naturbeskyttelsen, bevarelsen og formidlingen af den landskabelige skønhed, kulturlandskaberne, sjældne arter og biotoper for kommende generationer.